# Francisco Peralta del Campo
Francisco Peralta del Campo (Sevilla, 1837-Roma, 1897), fue un pintor español radicado en Italia.

## Biografía
Se formó en la Escuela de Bellas Artes de Sevilla, donde fue discípulo de Eduardo Cano. Participó en la Exposición Nacional de Bellas Artes (España) los años 1864 y 1866 con las obras: La primavera, Un frutero y Un pensamiento, obteniendo Mención Honorífica. En el año 1868 acompañado por los también pintores José Villegas Cordero y Luis Jiménez Aranda partió hacia Italia, pasando a partir de entonces largas temporadas en Roma y Venecia. Sus lienzos Caballero de Casaca y Retrato de señora con el fondo rojo pueden contemplarse en el Museo del Prado de Madrid, otras obras se encuentran en colecciones particulares como la titulada Firma de esponsales de la Colección Bellver (Sevilla).